# Sotkussaari
Sotkussaari är en ö i Finland. Den ligger i sjön Näsijärvi och i kommunen Ylöjärvi i den ekonomiska regionen Tammerfors och landskapet Birkaland, i den södra delen av landet, 180 km norr om huvudstaden Helsingfors. Öns största längd är 330 meter i sydöst-nordvästlig riktning.